# Hyperolius thomensis
Hyperolius thomensis är en groddjursart som beskrevs av Bocage 1886. Hyperolius thomensis ingår i släktet Hyperolius och familjen gräsgrodor. Inga underarter finns listade i Catalogue of Life.
Arten förekommer endemisk på São Tomé. Den lever i kulliga områden ovanför 650 meter över havet. Individerna vistas i regnskogar. Honor lägger sina ägg i vattenpölar som bildas i trädens håligheter. Hyperolius thomensis etablerar inget revir.
Beståndet hotas av landskapsförändringar. I närheten dokumenterades den skadliga svampen Batrachochytrium dendrobatidis. IUCN kategoriserar arten globalt som starkt hotad.